# Школьна Тетяна Степанівна
Тетяна Степанівна Школьна (нар. 13 грудня 1977 році у м. Вишгороді на Київщині) — українська співачка і науковиця, артистка-солістка-вокалістка Національної філармонії України, кандидат мистецтвознавства, доцент кафедри музичного мистецтва Київського національного університету культури та мистецтв, заслужена артистка України.

## Життєпис
З 1996 року викладає вокал у ансамблі народної музики «Первоцвіт» Київського Палацу дітей та юнацтва.
У 2000 році закінчила Київський національний університет культури і мистецтв за спеціальністю «соліст-вокаліст, керівник фольклорного ансамблю», у 2007 році — закінчила аспірантуру.
З 2000 року — солістка Національної філармонії України. Керівник вокального тріо «КОЗАЧКА», яке організовано у 2006 році.
Її записи зберігаються у фонді Українського радіо, записала компакт-диск народних пісень. Підготувала сольні програми з ансамблями «Рідні наспіви», «Веселі музики», Національним академічним оркестром народних інструментів України, Академічним оркестром народної і популярної музики Національної радіокомпанії України.
У репертуарі Тетяни Школьної переважно унікальні українські народні пісні, записані у численних фольклорних експедиціях у Чернігівській, Черкаській і Київській областях. Також до репертуару входять твори сучасних композиторів І. Кириліної, О. Спаринського, Г. Гаврилець, А. Мігай, Л. Горової.
Працювала викладачем кафедри народної художньої творчості та фольклору Київського національного університету культури і мистецтв.

## Відзнаки
- лауреат міжнародних фестивалів у Польщі, Словаччині,
- лауреат Всеукраїнського конкурсу молодих виконавців «Перлини сезону»,
- перший стипендіат премії імені А. Солов'яненка,
- лауреат літературно-мистецької премії ім. Дмитра Луценка «Осіннє золото» (2015).[3]
- Заслужена артистка України.[4]